# USS Walworth County (LST-1164)
El USS Walworth County (LST-1164) fue un buque de desembarco de tanques clase Terrebonne Parish que sirvió en la Armada de los Estados Unidos entre 1953 y 1971.

## Historia
Construido por Ingalls Shipbuilding en Pascagoula, Misisipi. Puesto en gradas el 22 de septiembre de 1952. Botado el 15 de mayo de 1953 y amadrinado por John A. Furr. Comisionado con la Armada de los Estados Unidos el 26 de octubre de 1953.
Desplazaba 5777 t a plena carga. Tenía una eslora de 117,1 m, una manga de 17,1 m y un calado de 4,9 m. Estaba propulsado por cuatro motores diésel General Motors que con 60 000 bhp de potencia transmitían a dos hélices. Su velocidad máxima era 15 nudos. Su armamento eran seis cañones de calibre 76 mm. Su tripulación sumaba 205 efectivos, pudiendo cargar 391 tropas.
El flamante USS Walworth County condujo su viaje de pruebas en Chesapeake Bay sumándose a la LST Division 23. Su base era Little Creek.
En 1970, el Walworth County partió a Sudamérica en un viaje de buena voluntad. Llevó suministros al Perú, donde había ocurrido un terremoto. También descargó materiales al Ecuador por el Project Handclasp.
En 1985, los Estados Unidos transfirieron al Perú los siguientes buques: USS Walworth County, USS Waldo County, USS Washoe County y USS Traverse County. Todos en condiciones de arriendo, el cual fue extendido hasta 1994.